# Aagtdorp
Aagtdorp is een dorp in de gemeente Bergen, in de Nederlandse provincie Noord-Holland. Het dorp heeft 600 inwoners (2005).
Aagtdorp is gelegen aan de Schoorlse duinen tussen de dorpen Bergen en Schoorl in. Het dorp lag tot 2001 in de gemeente Schoorl, toen deze fuseerde met de gemeente Bergen en Egmond tot de gemeente Bergen. Aagtdorp is een bekende plaats bij toeristen omdat het dorp vele campings en bungalowparken telt.
De plaatsnaam komt al in 1226 voor als Ekthorp, een latere spelling is Egchtdorp (1745). Later zou dit verbasterd zijn naar Aagtdorp. Ook is men op de plaatsnaam Sint Aegtendorpe gestuit, maar het is onduidelijk of dit na verbastering is gekomen of daarvoor. Volgens sommigen is het dorp dan ook vernoemd naar de heilige Agatha of Agaat. Dit ook omdat er mogelijk een kapel stond die aan deze heilige was gewijd. Maar of de plaats echt vernoemd is naar de heilige is niet bekend en wordt nogal eens betwist.
Anderen suggereren dat de plaatsnaam verwijst naar het feit dat het in laag liggend land, 'aag', is gelegen. De twee oudere benamingen duiden echter op andere mogelijkheden: naar de ligging in een hoek, 'egge' en dat het een plaats is bij een eik.
Vroeger waren veel inwoners van het dorp veeboeren, en kende ook enkele jagers, die in de duinen op konijnen joegen.
Er was zelfs een tijd dat men voornamelijk leefde van de jacht op konijnen.
De woningen lagen op hoger gelegen gedeeltes in het gebied. Dit is nog altijd zichtbaar. Men ziet tevens hoe het dorp is ontstaan aan de manier waarop het dorp is opgedeeld in zijstraten.
Dorpen en gehuchten: Aagtdorp · Bergen · Bergen aan Zee · Bregtdorp · Catrijp · Camperduin · Egmond aan den Hoef · Egmond aan Zee · Egmond-Binnen · Groet · Hargen · Rinnegom · Schoorl · Schoorldam (deels) · Wimmenum

Buurtschappen: Duyncroft · Egmondermeer · Het Woud · Westdorp · Zanegeest

Badplaatsen (zonder woonkern): Hargen aan Zee · Schoorl aan Zee

Voormalige buurtschappen: Oostdorp · Oudburg

Voormalige gemeenten: Bergen · Egmond · Schoorl

Noord-Holland: Steden en dorpen      Nederland: Provincies · Gemeenten